# Diretor de animação
Diretor de animação é o artista responsável pela qualidade da animação de determinado personagem ou filme animado. Sua função não é apenas garantir uma animação fluente mas também garantir que o desenho e expressões dos personagens mantenham-se sempre fiéis aos seus modelos originais.
O diretor de animação coordena toda equipe de artístas envolvidas no projeto de animação de determinado filme/personagem.
Os estúdios, sempre lutando por uma maior qualidade, utilizam supervisores de animação para cada personagem envolvidos no projeto.